# Ladislav Fouček
Ladislav Fouček (Praga, 10 dicembre 1930 – Monaco di Baviera, 4 luglio 1974) è stato un pistard cecoslovacco.

## Palmarès

### Olimpiadi
- 2 medaglie:
  - 2 argenti (Melbourne 1956 nel cronometro; Melbourne 1956 nel tandem)